# Copa Europeia/Sul-Americana de 1987
A Copa Europeia/Sul-Americana de 1987, também conhecida como Copa Toyota e Copa Intercontinental, foi a 26.ª edição da competição, disputada a 13 de Dezembro de 1987 entre o FC Porto, de Portugal, vencedor da Taça dos Campeões Europeus, e o Peñarol, do Uruguai, campeão da Taça Libertadores da América.
O desafio realizou-se debaixo de intenso nevoeiro e neve que cobria todo o relvado (condições inéditas para os dois clubes latinos). Foi um jogo muito disputado no meio-campo exigindo mais força e resistência que técnica pois a bola rolava pouco sobre a neve.
Em 27 de outubro de 2017, após uma reunião realizada na Índia, o Conselho da FIFA reconheceu os vencedores da Copa Intercontinental como campeões mundiais.

## História
Naquela decisão, Porto e Peñarol entraram no Estádio Nacional de Tóquio e não pisaram em um gramado, mas sim em neve. Muita neve! O inverno na cidade à época estava mais rigoroso do que de costume e o verde deu lugar a um branco sem fim, que obrigou o juiz a colocar em campo uma bola amarela bem chamativa. De amarelo também jogou o Peñarol, que deixou de lado sua tradicional camisa aurinegra para se destacar no gelo japonês. A tática uruguaia ajudou o Porto, que soube distinguir o que era gelo e o que era Peñarol durante um jogo duro e que impossibilitava passes precisos ou jogadas mais trabalhadas. Além da neve sobre o gramado, ela continuava a cair do céu e dificultava ainda mais a prática do futebol. Fosse hoje, o duelo com certeza seria adiado. Mas, na época, os jogadores tiveram que fazer o possível e o impossível para decidir o título naquele dia.

### A partida
O primeiro gol do jogo saiu no final do primeiro tempo, quando Fernando Gomes fez uma bonita jogada na área, cortou um zagueiro e chutou para o gol. No segundo tempo, era impossível prever mais um gol com a bola penando tanto para rolar, mas Vieira conseguiu empatar para os uruguaios, aos 35´, levando o duelo para a prorrogação. Nela, brilhou a estrela de Madjer, que roubou a bola de um zagueiro, viu o goleiro Pereira adiantado e chutou por cobertura, conseguindo a proeza de marcar um golaço na neve e dar o título intercontinental ao Porto. Em sua primeira decisão, o Porto conseguia o que o rival Benfica não conseguiu em 1961 e 1962: ser campeão interclubes. Enfim, um clube português era o melhor do mundo.

## Clubes Participantes
| Confederação | Equipe  | Classificação                                           | Participação |
| ------------ | ------- | ------------------------------------------------------- | ------------ |
| CONMEBOL     | Peñarol | Campeão da Copa Libertadores da América de 1987         | 5ª           |
| UEFA         | Porto   | Campeão da Taça dos Clubes Campeões Europeus de 1986–87 | 1ª           |

## Chaveamento
|  | A Classificação[NOTA] | A Classificação[NOTA] | A Classificação[NOTA] | A Classificação[NOTA] |   |             | Copa Intercontinental | Copa Intercontinental | Copa Intercontinental | Copa Intercontinental |
|  |                       |                       |                       |                       |   |             |                       |                       |                       |                       |
|  | Porto                 | 2                     | –                     | –                     |   |             |                       |                       |                       |                       |
|  | Bayern de Munique     | 1                     | –                     | –                     |   |             |                       |                       |                       |                       |
|  | Bayern de Munique     | 1                     | –                     | –                     |   | Porto (pro) | 2                     | –                     | –                     |                       |
|  |                       |                       |                       |                       |   | Porto (pro) | 2                     | –                     | –                     |                       |
|  |                       | Peñarol               | 1                     | –                     | – |             |                       |                       |                       |                       |
|  | Peñarol (pro)         | Peñarol               | 1                     | –                     | – | 0           | 2                     | 1                     |                       |                       |
|  | Peñarol (pro)         |                       |                       |                       |   | 0           | 2                     | 1                     |                       |                       |
|  | América de Cali       | 2                     | 1                     | 0                     |   |             |                       |                       |                       |                       |

Notas
- NOTA^  Essas partidas não foram realizadas pela Copa Intercontinental. Ambas as partidas foram realizadas pelas finais da Liga dos Campeões da Europa e Copa Libertadores da América daquele ano.

## Final
| 13 de dezembro de 1987 | Porto                         | 2–1                             | Peñarol    | Estádio Nacional , Tóquio, Japão      |
|                        | Gomes 41' · Rabah Madjer 110' | 1-1 1–0 (prorrogação) Relatório | Vieira 80' | Público: 68,000 Árbitro: Franz Wöhrer |

|               |    |                    |  |     |  |
|               |    |                    |  |     |  |
| GK            | 1  | Józef Młynarczyk   |  |     |  |
| DF            | 2  | João Pinto         |  |     |  |
| DF            | 3  | Augusto Inácio     |  |     |  |
| DF            | 5  | Lima Pereira       |  |     |  |
| MF            | 6  | Rui Barros         |  | 61' |  |
| MF            | 4  | Geraldão           |  |     |  |
| MF            | 7  | Jaime Magalhães    |  |     |  |
| MF            | 8  | Rabah Madjer       |  |     |  |
| MF            | 10 | António Sousa      |  |     |  |
| FW            | 9  | Fernando Gomes     |  |     |  |
| FW            | 11 | António André      |  |     |  |
| Reservas:     |    |                    |  |     |  |
| GK            | 12 | Zé Beto            |  |     |  |
| MF            | 13 | Quim               |  | 61' |  |
| MF            | 14 | António Frasco     |  |     |  |
| DF            | 15 | João Manuel Festas |  |     |  |
| FW            | 16 | Juary              |  |     |  |
| Técnico:      |    |                    |  |     |  |
| Tomislav Ivić |    |                    |  |     |  |

|               |    |                   |  |     |
|               |    |                   |  |     |
| GK            | 1  | Eduardo Pereira   |  |     |
| DF            | 4  | José Herrera      |  | 95' |
| DF            | 2  | Marcelo Rotti     |  |     |
| DF            | 3  | Obdulio Trasante  |  |     |
| DF            | 6  | Alfonso Domínguez |  |     |
| MF            | 8  | Eduardo da Silva  |  |     |
| MF            | 5  | José Perdomo      |  |     |
| MF            | 10 | Ricardo Viera     |  |     |
| MF            | 7  | Daniel Vidal      |  |     |
| FW            | 9  | Diego Aguirre     |  |     |
| FW            | 11 | Jorge Cabrera     |  | 46' |
| Reservas:     |    |                   |  |     |
| GK            | 12 | Óscar Ferro       |  |     |
| DF            | 13 | Jorge Gonçálvez   |  | 95' |
| FW            | 14 | Daniel Rodríguez  |  |     |
| MF            | 15 | Gustavo Matosas   |  | 46' |
| FW            | 16 | Jorge Villar      |  |     |
| Técnico:      |    |                   |  |     |
| Óscar Tabárez |    |                   |  |     |

| Homem do Jogo: Rabah Madjer (Porto) Assistentes: Na Yoon-Shik Shizuo Takada |

## Campeão
| Copa Européia/Sul-Americana de 1987 |
| ----------------------------------- |
| Porto 1º Título                     |